# Mustapha Chareuf
Mustapha Chareuf-Afroul, né le 18 mai 1925 à Hammam Bou Hadjar et mort à Aïn El Arbaa le 18 juin 1956 ou le 18 septembre 1957 est un coureur cycliste et militant nationaliste algérien.

## Biographie
Mustapha Chareuf afroul naît le 18 mai 1925 à Hammam Bou Hadjar, en Algérie française. Il commence sa carrière cycliste sur ses terres natales, en obtenant de bons résultats dans les courses locales. 
En 1952, il court chez les professionnels dans l'équipe française Terrot-Hutchinson. Au mois de juillet, il fait partie des cyclistes sélectionnés dans l'équipe d'Afrique du Nord pour participer au Tour de France. Il est cependant éliminé dès la première étape. 
Il meurt durant la Guerre d'Algérie à Aïn El Arbaa, lors d'un accrochage avec l'armée française. Bien qu'annoncé décédé le 18 juin 1956, il est plus probable qu'il soit mort le 18 septembre 1957 selon sa sépulture.

## Résultat sur le Tour de France
1 participation
- 1952 : hors délais (1re étape)